# Кольцеобразная сингулярность
Кольцеобразная сингулярность (англ. Ring singularity) — понятие общей теории относительности для описания гравитационной сингулярности вращающейся чёрной дыры, или чёрной дыры Керра.

## Описание кольцевой сингулярности
Упрощённо говоря, когда сферическое невращающееся тело критического радиуса сжимается в собственном гравитационном поле, общая теория относительности предполагает, что оно сожмётся в одной точке. В случае с вращающейся чёрной дырой (черной дырой Керра) ситуация выглядит иначе, поскольку распределение массы вращающегося тела не является сферическим, и оно обладает моментом импульса. Поскольку точка не может обладать вращением или моментом импульса, при коллапсе сингулярность должна возникнуть в виде кольца с нулевой толщиной, но ненулевым радиусом, и этот гипотетический объект получил название «кольцеобразной сингулярности» или «сингулярности Керра».
Поскольку вблизи вращающихся массивных тел, согласно общей теории относительности, возникают дополнительные силы, действующие на пробные тела, пространство-время в непосредственной близости от кольца сингулярности будет искривляться в направлении вращения кольца. Фактически это означает, что различные наблюдатели, расположенные вокруг чёрной дыры Керра, будут указывать на различные точки на кольце сингулярности в качестве его центра масс. Предметы, падающие на кольцо сингулярности, начнут приобретать момент импульса от кольца, прежде чем они реально достигнут его.

## Возможность избегания сингулярности
В случае невращающейся (Шварцшильдовской) чёрной дыры наблюдатель, пересекающий горизонт событий, не может избежать центральной сингулярности, в которой оканчиваются любые идущие в будущее мировые линии в пределах горизонта событий. Таким образом, он не может избежать спагеттификации, вызванной приливными силами центральной сингулярности.
В случае с чёрной дырой Керра это правило соблюдается не всегда. Наблюдатель, падающий в чёрную дыру Керра, может избежать кольцевой сингулярности при надлежащем использовании внутреннего горизонта событий, связанного с этим типом чёрных дыр. Это создаёт возможность использования чёрной дыры Керра как своего рода кротовой норы, возможно, даже проходимой кротовой норы.

## Сингулярность Керра как «игрушечная» кротовая нора
Сингулярность Керра также может быть использована в качестве математического аппарата для изучения «проблемы кротовой норы». Если частица проходит через «кротовую нору», то, согласно уравнениям непрерывности для электрического поля, силовые линии поля должны быть непрерывны. Когда электрический заряд проходит через «кротовую нору», силовые линии заряженной частицы, исходящие из входного отверстия и попадающие в выходное отверстие, создают дефицит плотности заряда, согласно закону Бернулли. Поскольку кольцевая сингулярность Керра обладает теми же свойствами, появляется возможность изучения этой проблемы.

## Существование кольцевых сингулярностей
Считается, что при сжатии к точке сингулярности могут возникнуть значительные квантовомеханические эффекты, которые изменят обычный путь формирования «чёрной дыры» и, возможно, приведут к формированию так называемого «квантовой пены».
Есть серьёзные основания считать, что и без эффектов квантовой гравитации внутренняя геометрия вращающейся чёрной дыры не будет соответствовать метрике Керра. Внутренний горизонт событий в метрике Керра, вероятно, нестабилен. Это наблюдение подтверждается исследованием заряженных «чёрных дыр», которые ведут себя подобным образом. Эта проблема требует проведения дальнейших исследований.